# Digitaria natalensis
Digitaria natalensis är en gräsart som beskrevs av Sydney Margaret Stent. Digitaria natalensis ingår i släktet fingerhirser, och familjen gräs. Inga underarter finns listade i Catalogue of Life.